# August Peus
August Peus (* 10. Februar 1855 in Recklinghausen; † 8. November 1939 in Münster) war ein preußischer Landrat.

## Leben und Wirken
Der Katholik Peus, ein Sohn des Justizrats Hugo Peus, besuchte in Recklinghausen das Gymnasium, studierte Rechtswissenschaften in Bonn und Heidelberg und wurde 1879 Gerichtsreferendar in Münster und Cöslin. Später war er Regierungsassessor in Aachen. 1885 war er kommissarischer Landrat und von 1886 bis 1915 Landrat des Kreises Hümmling. Er veranlasste die Befestigung der Straßen im Kreis und den Bau der Hümmlinger Kreisbahn. Aus gesundheitlichen Gründen musste er vorzeitig in den Ruhestand treten.